# Cryptopygus tasmaniensis
Cryptopygus tasmaniensis är en urinsektsart som beskrevs av Womersley 1942. Cryptopygus tasmaniensis ingår i släktet Cryptopygus och familjen Isotomidae. Inga underarter finns listade i Catalogue of Life.